# Bōgu

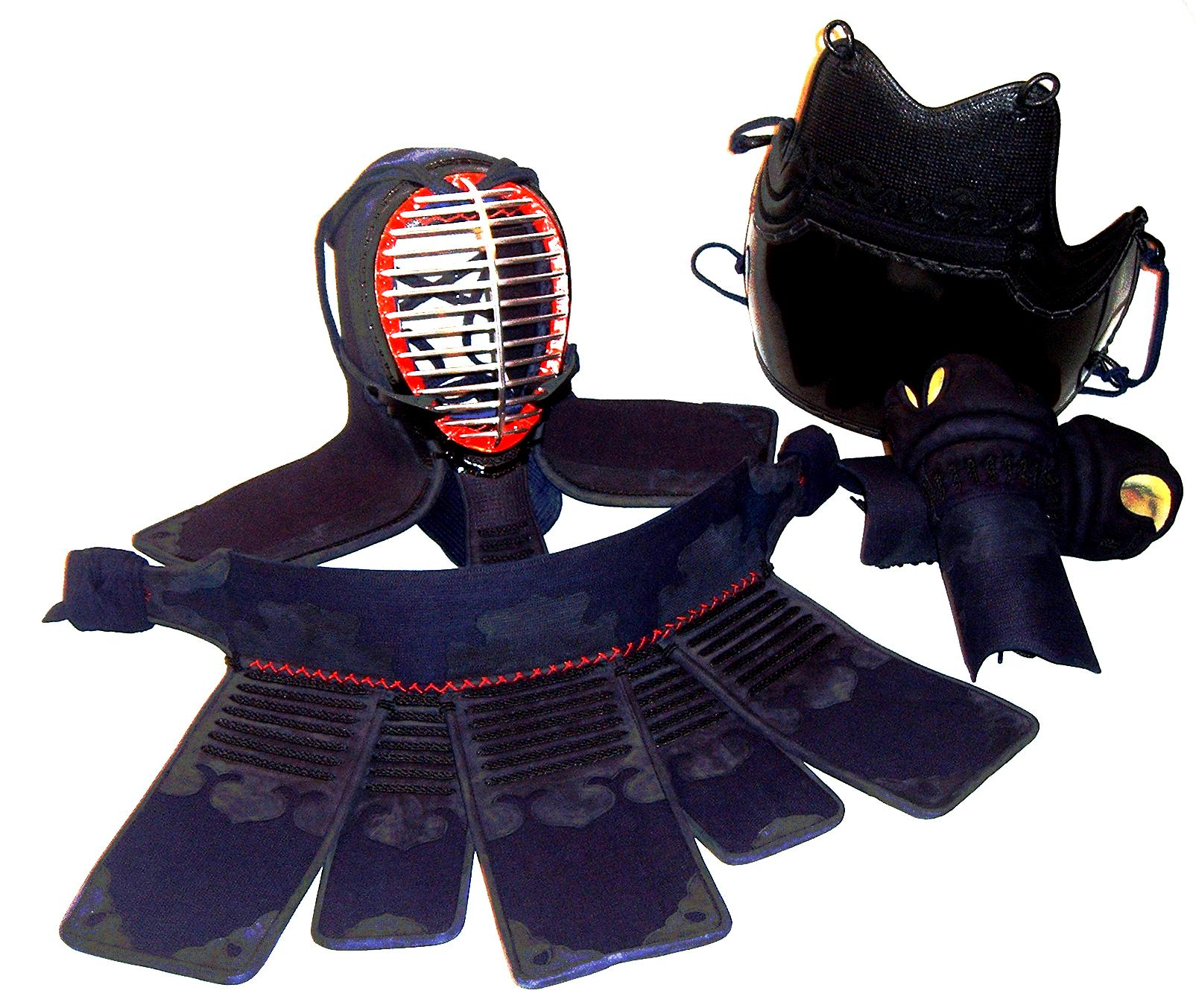
Bōgu complet pour le kendo.

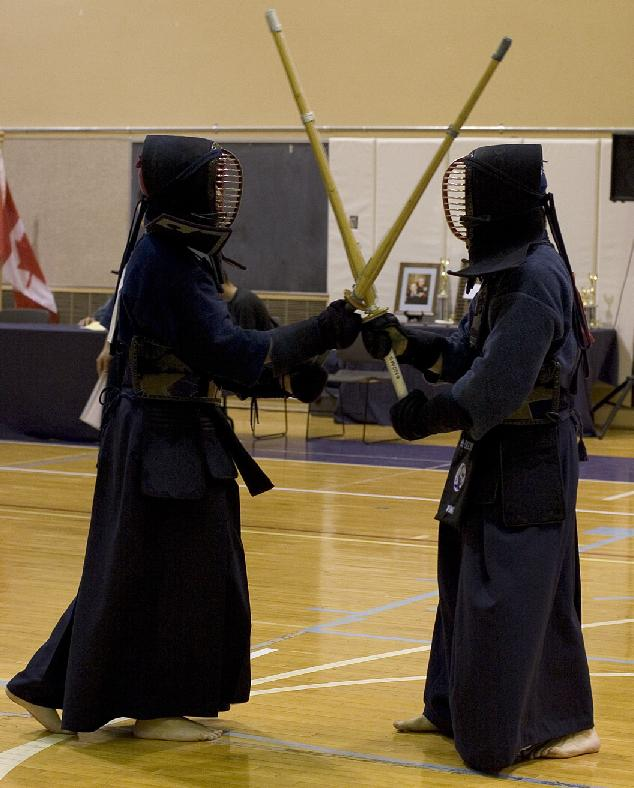
Des pratiquants de kendo portant un bōgu.

Le bōgu (防具, bōgu) désigne l’ensemble des protections utilisées lors de la pratique du kendo, jūkendō, naginatajutsu et tankendō. Le terme officiel utilisé aujourd’hui au Japon pour désigner l'armure de kendo n'est pas bōgu mais kendo-gu. Néanmoins, le terme bōgu est toujours l'appellation la plus communément utilisée.

## Généralités
Il n’y a pas véritablement de traces indiquant que le mot bōgu ait été utilisé pendant l’époque d'Edo (1600-1867). D’autres expressions comme dogu, bugu, take-gusoku servaient à désigner l’armure de protection destinée à l’entraînement militaire. La première occurrence du terme bōgu apparaît à l’ère Meiji (1868-1912) au moment où l’armée japonaise fut restructurée sur le modèle français. Il est alors employé par les militaires.
Le bōgu se compose d’un :
- men (面?) : protection du visage, du crâne, de la gorge et des épaules ;
- kote (甲手?) : protection des mains, des poignets et des avant-bras ;
- do (胴, Dō?) : protection du torse et du ventre ;
- tare (垂れ?) : faulds (armour) (en), protection de la ceinture et des cuisses.

Ces éléments sont attachés au corps par les himo (corde, ficelle) ; le men est maintenu par un nœud derrière la tête. Le pratiquant le met après avoir placé sur sa tête le tenugui qui permet d'empêcher la sueur de tomber dans les yeux. Le do est attaché en trois points : deux au niveau des épaules, le dernier au niveau des reins. Les himo des kote doivent être ni trop serrés ni être trop lâches, pour laisser les poignets libres, et amortir les coups. Le tare est noué sous le premier pan (oodare du milieu) : le nœud doit être invisible. L'habillage et le port du bōgu sont des éléments essentiels de l'étiquette du kendo.
En plus d’être des protections, à l’exception du tare, ces pièces forment les cibles (ou datotsu-bui) devant être atteintes par le shinai. Il permet aux combattants de porter une frappe franche sans risque de blesser le partenaire et protège des mauvais coups.
Les bōgu, principalement les modèles standard et ceux fait-mains, sont essentiellement produits hors du Japon (Corée, Chine, Taïwan, Philippines, Vietnam, Laos…). Une partie des bōgu faits sur mesure est encore produite au Japon par des artisans en individuel ou dans les derniers grands ateliers tel que Nihon Kendogu Seizo à Kuji, Iwate et Nihon Kendogu Seisakusho (ja) à Saito, Miyazaki.

## Histoire
Le bōgu a été inventé en même temps que le kendo moderne, au XVIIIe siècle. Sa forme est inspirée des yoroi, les armures des samouraïs. Il a peu évolué depuis.

## Les matériaux utilisés
Pour le men :

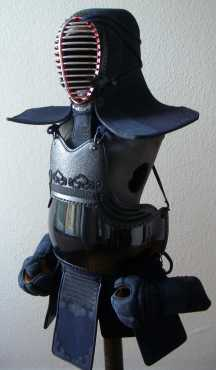
Bōgu complet pour le kendo sur un stand.

- menbuton : coton rembourré, surpiqué et teinté à l’indigo ;
- mengane : une grille en métal, majoritairement en duralumin ou titane ;
- herikawa : renforts des coutures en cuir synthétique ou cuir de daim ;
- menbuchi : attache le menbuton et le mengane ensemble, généralement en cuir de buffle.

Pour les kote :
- kotebuton : du coton rembourré, surpiqué et teinté à l’indigo sur l’avant-bras ;
- kotagashira : du cuir ou du cuir synthétique, rembourré le plus souvent avec du poil de daim et/ou du coton sur les mains ;
- hokyō : renforts en cuir ou cuir synthétique/ inden[Quoi ?] sur les poignets et la partie en contact avec le tsuba ;
- herikawa : renforts des coutures en cuir synthétique ou cuir de daim.

Pour le do :
- dodai : traditionnellement des lamelles de bambou pouvant être recouvertes de cuir laqué (kijido), aujourd’hui le plus souvent cette forme est imitée en plastique ;
- domune : du cuir ou cuir synthétique doublé et surpiqué pour la partie supérieure.

Pour le tare :
- du coton rembourré, surpiqué et teinté à l’indigo ;
- herikawa : renforts des coutures en cuir synthétique ou cuir de daim.

Des pièces de cuir peuvent être ajoutées sur le coton. Le cuir utilisé est traditionnellement du daim ou du chevreuil, mais on trouve aujourd’hui aussi du cuir de vache ou des matériaux synthétiques.
L'utilisation d'orizashi à la place du cuir est une pratique de plus en plus répandue.
Un bōgu standard pèse entre 5 et 6 kilogrammes.

## Les différents types
La qualité d’un bōgu dépend de deux facteurs : les matériaux utilisés et le niveau de savoir-faire de l’artisan.
Il existe deux grandes familles de bōgu :
- les bōgu faits à la main. Ils sont essentiellement fabriqués hors du Japon, les surpiqûres et l’assemblage sont faits à la main. Ceci permet de faire une surpiqûre caractéristique dite en point. Cependant les machines modernes peuvent aussi réaliser ce genre de surpiqûre. Ces bōgu sont réputés de grande qualité, confortables, souples, très protecteurs et durables. Ils sont aussi les plus chers. On les reconnaît par la distance entre les surpiqûres qui est donnée en bu (unité de mesure japonaise). Un bu mesure environ 3,03 mm. Ces distances vont en général de 3 à 1 bu ;
- les bōgu faits à la machine. Les surpiqûres et parfois le montage sont faits à la machine. Cette technique recouvre une large gamme de qualité, d’excellent à médiocre. On les différencie par la qualité du rembourrage utilisé, la qualité des matériaux de renforcement utilisés (coton, cuir), ainsi que le lieu de fabrication.